# Vecko
Vecko je priimek več znanih Slovencev:
- Edvard Vecko (*1944), najuspešnejši slovenski igralec namiznega tenisa,  nosilec več medalj